# Xã Jackson No. 2, Quận Greene, Missouri
Xã Jackson No. 2 (tiếng Anh: Jackson No. 2 Township) là một xã thuộc quận Greene, tiểu bang Missouri, Hoa Kỳ. Năm 2010, dân số của xã này là 4.255 người.